# El creyente
El creyente (The Believer, en inglés) es una película de 2001 escrita por Mark Jacobson y Henry Bean, y dirigida por este último.

## Sinopsis
Narra la historia de Daniel Balint (Ryan Gosling), el hijo de una familia judía que se convierte en un neonazi. Está inspirada en la historia real de Dan Burros.

## Premios
Ganó el Premio del Gran Jurado del Festival de Cine de Sundance en 2001.

## Reparto
- Ryan Gosling: Daniel Danny Balint
- Billy Zane: Curtis Zampf
- Theresa Russell: Lina Moebius
- Garret Dillahunt: Billings
- Summer Phoenix: Carla Moebius
- Ronald Guttman: padre de Danny
- Heather Goldenhersh: Linda
- A. D. Miles: Guy Danielsen
- Judah Lazarus: Avi